# Sirens (film, 2007)
Pour les articles homonymes, voir Sirens.
Pour plus de détails, voir Fiche technique et Distribution.
Sirens (en français Sirènes) est un vidéofilm pornographique réalisé par les studios VivThomas en 2007. Bien que le film soit classé "X", le film est très différent de ce genre de film par la qualité du scénario et la douceur de ses scènes érotiques exclusivement féminines, on peut dire, en utilisant un terme anglais, que le film est un softcore. Il a d'ailleurs été nommé deux fois pour les AVN Awards en 2009.

## Synopsis
Lola, une agente immobilière, doit relever le défi de vendre une maison que personne n'est jamais parvenu à vendre, car elle est hantée par des nymphes qui tentent de séduire toutes les femmes qui s'y aventurent.
Lola a rendez-vous avec Vanessa, une jeune femme intéressée par cette splendide maison...

## Fiche technique
- Titre : Sirens
- Réalisateur : Viv Thomas
- Scénaristes : Lewis Thomas et Stern Bigot
- Langue : Anglais
- Pays :  États-Unis
- Format : Couleur
- Durée : 112 min
- Classification : R18 (UK)
- Genre : Adulte
- Distributeur : V.L.T. Promotions
- Lieu de tournage :  Portugal
- Date de sortie : 11 mai 2007  Portugal

## Distribution
- Veronika Vesela : Lola
- Zuzana Presova : Charlie
- Lucinka : Zoé
- Nella : Nelly
- Joana Redgrave : Vanessa
- Zafira

## Distinctions

### Nominations
AVN Awards
- 2009 Best All-Girl Release
- 2009 Best All-Girl 3-Way Sex Scene : avec Nelly, Zoé & Charlie